# Erwin Vandenbergh
Erwin Vandenbergh (Ramsel, 26 gennaio 1959) è un ex calciatore belga, di ruolo attaccante.
Tra il 1981 ed il 1991 è stato 6 volte capocannoniere del campionato belga, conquistando anche la Scarpa d'oro 1980. È padre di Kevin Vandenbergh, anch'egli calciatore.

## Caratteristiche tecniche
Giocava normalmente in posizione di punta centrale.

## Carriera

### Giocatore
Esordisce in prima squadra nella Division I 1976-1977 con la maglia del Lierse, giocando tuttavia con continuità solo a partire dalla stagione seguente. Nel 1980 si laurea per la prima volta capocannoniere del campionato con ben 39 gol, grazie ai quali conquista anche la Scarpa d'oro 1980. Da qui in avanti realizza per molti anni almeno 20 reti a stagione, vincendo la classifica dei marcatori anche nelle due stagioni successive e venendo eletto Calciatore dell'anno nel 1981.
Questi numeri non sfuggono alla dirigenza della squadra più titolata del Belgio, l'Anderlecht. Viene così ingaggiato dai bianco-malva nel 1982; qui, oltre a risultare per altre due volte il miglior realizzatore del campionato, vince anche i primi trofei, la Coppa UEFA 1982-1983 e i titoli del 1985 e del 1986. Si trasferisce subito dopo al Lilla, in Francia, senza però riuscire più a segnare come in passato. Nel 1990 viene ingaggiato dal Gent, tornando così in patria; con questa maglia diventa capocannoniere per la sesta e ultima volta nel 1991. Lasciata la squadra nel 1994 si ritira l'anno seguente, dopo una stagione nel RWD Molenbeek.

### Nazionale
Gioca la prima partita in Nazionale nel 1979. L'anno successivo viene chiamato a far parte della rosa che partecipa al campionato d'Europa 1980 in Italia: scende in campo nelle tre partite della fase a gruppi, e alla fine il Belgio si classifica secondo. Segna poi il clamoroso gol vittoria nella partita inaugurale del campionato del mondo 1982 contro l'Argentina: i Diavoli Rossi si fermano poi alla seconda fase a gironi, e Vandenbergh gioca 5 partite su 6 realizzando un gol. È in campo anche nelle 3 gare del primo turno nel campionato d'Europa 1984 al quale però il Belgio si ferma, segnando comunque un gol nell'unica vittoria dei suoi, il 2-0 contro la Jugoslavia. Meno fortunata a livello personale è invece la partecipazione al campionato del mondo 1986: causa infortunio disputa solo la gara contro il Messico padrone di casa, segnando tuttavia un gol e conquistando alla fine un buon quarto posto.
Complessivamente Vandenbergh gioca 46 volte in Nazionale, segnando anche 20 gol.

## Palmarès

### Club

#### Competizioni nazionali
- Campionato belga: 2

Anderlecht: 1984-1985, 1985-1986
- Supercoppa del Belgio: 1

Anderlecht: 1985

#### Competizioni internazionali
- Coppa UEFA: 1

Anderlecht: 1982-1983

### Individuale
- Scarpa d'oro: 1

1980
- Calciatore dell'anno del campionato belga: 1

1981
- Capocannoniere del campionato belga: 6

1979-1980 (39 gol), 1980-1981 (24 gol), 1981-1982 (25 gol), 1982-1983 (20 gol), 1985-1986 (27 gol), 1990-1991 (23 gol)